# Mario Bilate
Mario Bilate (Moskou, 16 juli 1991) is een Nederlands voetballer die als aanvaller speelt.
Bilate is de zoon van een Russische moeder en Ethiopische vader. Hij kwam op jonge leeftijd naar Nederland en werd op zijn negende opgenomen in de jeugdopleiding van Sparta Rotterdam. Die verliet hij in de c-jeugd, waarna hij doorging met voetballen bij XerxesDZB. Bilate kwam hier in 2010 in het eerste elftal, op dat moment actief in de Hoofdklasse. Hij maakte zeven doelpunten in tien wedstrijden en tekende in januari 2011 een contract tot medio 2013 bij Sparta Rotterdam. Hier maakte hij op 7 augustus 2011 zijn debuut in het betaald voetbal, tijdens een wedstrijd in de Eerste divisie thuis tegen Fortuna Sittard.
Bilate  speelde drie seizoenen voor Sparta en stapte begin seizoen 2014/15 over naar Dundee United, op dat moment actief in de Scottish Premiership. In november 2015 liet hij na blessures zijn contract ontbinden. Bilate tekende op 30 juni 2016 een contract voor een seizoen bij FC Den Bosch, met een optie voor nog een jaar.
Op 7 juni 2017 tekende Bilate een contract voor de duur van één seizoen met daarbij een optie voor nog een extra seizoen bij FC Emmen.
Op 23 juli 2018 tekende Mario Bilate  bij RKC Waalwijk een contract voor één seizoen met een optie voor nog een seizoen. Hij is met RKC Waalwijk in het seizoen 2018/2019 gepromoveerd naar de Eredivisie. In 2022 tekende hij een contract bij ADO Den Haag waar hij, mede dor blessureleed, tot 12 wedstrijden kwam. Nadat zijn aflopende contract bij ADO Den Haag niet werd verlengd, nam hij afscheid van het betaalde voetbal. Hij sloot voor het seizoen 2023/24 aan bij tweededivisionist Kozakken Boys.

## Erelijst
| Promotie Eredivisie na play-offs | 1x | 2017/18 |

| Promotie Eredivisie na play-offs | 1x | 2018/19 |